# Forma tipogràfica
Les formes tipogràfiques són formes que adopten determinats grups de ratlles en la pàgina. Ho són les següents: 
- la distribució de text sobre una imatge
- les lletres capitulars
- el sagnat
- la tabulació

Pel que fa a la distribució de text sobre una imatge, hi ha dues possibilitats: es pot reservar un rectangle per a un text destacat o una il·lustració i deixar el text al voltant alineat segons els nous marges (recurs que s'anomena arracada), o bé reservar una forma lliure —un cèrcol o qualsevol figura amb la silueta que sigui— i deixar que el text s'ajusti a aquest perfil irregular (recurs que s'anomena recorregut).